# Alva (Fluss)
Der Alva (portugiesisch Rio Alva) ist ein linker (südlicher) Nebenfluss des Mondego in der Region Mitte Portugals. Er wird von der Talsperre Fronhas zu einem Stausee (portugiesisch Albufeira da Barragem de Fronhas) aufgestaut. Der Alva mündet etwa drei Kilometer oberhalb der Kleinstadt Penacova in den Mondego.